# Tanycarpa
Tanycarpa is een geslacht van insecten uit de orde vliesvleugeligen (Hymenoptera) en de familie schildwespen (Braconidae).

## Soorten
Deze lijst van 20 stuks is mogelijk niet compleet.
- T. amplipennis (Forster, 1862)
- T. bicolor (Nees, 1812)
- T. concreta Chen & Wu, 1994
- T. chors Belokobylskij, 1998
- T. dazhbog Belokobylskij, 1998
- T. edithae Dix, 2010
- T. gladia Chen & Wu, 1994
- T. gracilicornis (Nees, 1812)
- T. interstitialis Statz, 1936
- T. medialis Wharton, 2002
- T. mitis Stelfox, 1941
- T. perun Belokobylskij, 1998
- T. punctata van Achterberg, 1976
- T. rufinotata (Haliday, 1838)
- T. sarmientoi Dix, 2010
- T. scabrator Chen & Wu, 1994
- T. simargla Belokobylskij, 1998
- T. stribog Belokobylskij, 1998
- T. svarog Belokobylskij, 1998
- T. volch Belokobylskij, 1998